# Фернандес де ла Пенья, Луис Фелипе

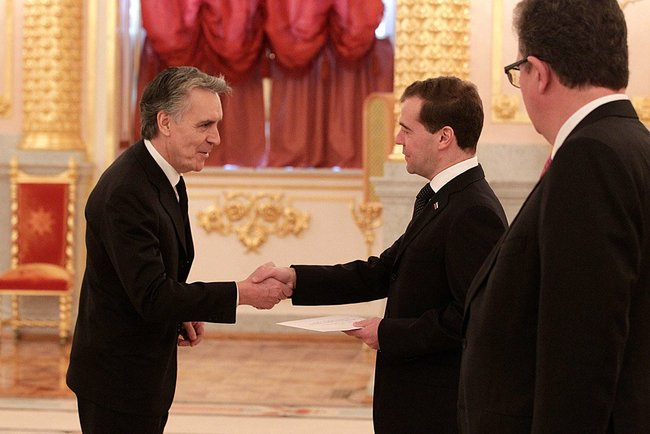
Посол Королевства Испании Луис Фелипе Фернандес де ла Пенья вручает верительные грамоты президенту России Дмитрию Медведеву. Декабрь 2011 года

Луи́с Фели́пе Ферна́ндес де ла Пе́нья (исп. Luis Felipe Fernández de la Peña; род. 19 мая 1951, Пеньяранда-де-Бракамонте) — испанский дипломат. В июле 2011 года назначен послом Испании в России, сменив на этой должности Хуана Антонио Марка Пужоля.
Получил образование в политических науках и начал дипломатическую карьеру в 1979 году. Работал секретарём посольства Испании в Бонне, также служил в министерстве иностранных дел Испании. В 1993 году был назначен послом Испании в Хорватии, а затем в Словении. В 2003 году был назначен послом по особым поручениям, а в августе 2004 года — послом Испании в Турции. В декабре 2004 года был назначен послом Испании в Азербайджане. Затем возглавлял департамент внешних связей со странами Европы, не входящими в Шенгенское соглашение, и странами Северной Америки. С июля 2011 года — Чрезвычайный и Полномочный посол Королевства Испания в Российской Федерации.